# Dierhagen
Dierhagen, Ostseebad (pol. Kąpielisko nadbałtyckie) – gmina w Niemczech, wchodząca w skład urzędu Darß/Fischland w powiecie Vorpommern-Rügen, w kraju związkowym Meklemburgia-Pomorze Przednie. Położona jest na półwyspie Fischland.